# Prophecy (Ivo-Perelman-Album)
Prophecy ist ein Jazzalbum von Ivo Perelman. Die im Januar 2022 in den Park West Studios, Brooklyn, entstandenen Aufnahmen erschienen am 7. August 2023 auf Perelmans Label Mahakala Music.

## Hintergrund
Der Saxophonist Ivo Perelman hatte in den Jahren zuvor öfter mit Pianisten zusammengearbeitet, so mit Marilyn Crispell und Karl Berger, Agustí Fernández, Sylvie Courvoisier, Craig Taborn und Angelica Sanchez, meist jedoch mit Matthew Shipp, etwa auf The Art of the Duet (2012), zuletzt auf dem Album Fruition (2021). Für das Album Prophecy tat sich Perelman mit Aruán Ortiz zusammen; hinzu kam der Cellist Lester St. Louis, der sich ebenfalls in der Neuen Improvisationsmusik, aber auch in der Zeitgenössischen Musik betätigt. Das Trio spielte zwei ausgedehnte Improvisationen.

## Titelliste
- Ivo Perelman: Prophecy (Mahakala Music)

1. Two 17:49
2. One 37:21

## Rezeption
Das Unvorhergesehene und Unmittelbare sei Perelman nicht fremd, meint Mike Jurkovic, der das Album in All About Jazz rezensierte. Seine blecherne, exzentrische [Instrumental-]Stimme, möglicherweise auf dem Höhepunkt ihrer Improvisationskraft. Ortiz wiederum antworte in seinem eigenen symbiotischen Idiom, tauche nach innen und außen, seine seitlichen Bewegungen seien eine ständige Quelle der Träumerei und Einsicht. Der Cellist St. Louis sei ein Musiker mit coolem Tempo; er zupfe und kritzele, dann schwanke er, rege an und führe etwa neun Minuten nach Beginn von „One“ einen ziemlich angeregten Dialog mit Perelman. Sicher, diese drei würden manchmal miteinander [musikalisch] streiten, aber es gebe ein grundlegendes Verständnis. Es sei eine ausgemachte Sache, dass wir alle zusammenarbeiten müssen, um an unser Ziel zu gelangen, und das bedeute, „dass wir miteinander kommunizieren müssen. Und das bedeutet Prophezeiung.“